# Family Mainstreaming
Der Begriff Family Mainstreaming („Integration einer auf Familienangelegenheiten ausgerichteten Perspektive“, „durchgängige Familienorientierung“) bezeichnet den Versuch, die Berücksichtigung der Bedürfnisse von Familien auf allen gesellschaftlichen Ebenen, insbesondere in der Arbeit von Politik und Verwaltung, stärker in den Mittelpunkt zu rücken.

## Worterklärung und Übersetzung
Der englische Ausdruck „family“ bedeutet Familie; „mainstreaming“ (englisch mainstream ‚Hauptströmung‘, englisch mainstreaming ‚zum Hauptstrom machen; in den Hauptstrom bringen‘) bedeutet, dass eine bestimmte inhaltliche Vorgabe, die bisher nicht das Handeln bestimmt hat, nun zum zentralen Bestandteil bei allen Entscheidungen und Prozessen gemacht wird. Mainstreaming soll nicht zuletzt einem bestimmten Thema zu Dominanz und Akzeptanz im kollektiven Denken verhelfen. 
So lässt sich aus family mainstreaming die deutsche Übersetzung „Integration einer auf Familienangelegenheiten ausgerichteten Perspektive“ oder „durchgängige Familienorientierung“ oder „Durchsetzung von Familieninteressen“ herleiten.

## Ansätze
Das Department of Economic and Social Affairs der Vereinten Nationen fasst unter dem Begriff folgende Prozesse:
- Folgenabschätzung von Programmen, Gesetzen u. a. hinsichtlich der Auswirkungen auf Familie
- Integration einer auf Familienangelegenheiten ausgerichteten Perspektive in alle Politikbereiche
- Bestärkung familienzentrierter Politikmaßnahmen

Die UN betont dabei, das sowohl die Familie als Ganzes in den Blick genommen werden soll, aber auch die Auswirkungen auf individuelle Mitglieder berücksichtigt werden müssen. Zentral für den Anspruch der UN ist es, die ‚Funktionen von Familie‘ im Sinne von Betreuung und Fürsorge (englisch caring), Unterstützung und Rückhalt (englisch support) sowie Zugehörigkeit (englisch affiliation) zu stärken.
In der Entschließung des Europäischen Parlaments zur Vereinbarkeit von Berufs-, Familien- und Privatleben (2003/2129(INI)) heißt es, das Europäische Parlament

„ermuntert die Mitgliedstaaten und die Beitrittsländer, eine Analyse der Auswirkungen ihrer Familienpolitik (»family mainstreaming«) durchzuführen; fordert sie gleichzeitig auf, »gender mainstreaming« und »family mainstreaming« zu trennen; fordert die Kommission ferner auf, im Rahmen ihrer Mitteilung über Folgenabschätzung (KOM(2002) 276), die unterschiedlichen Dimensionen und Definitionen von Familie zu berücksichtigen, um die sozialen Auswirkungen der vorgeschlagenen Maßnahmen festzustellen“

Das deutsche Bundesministerium für Familie, Senioren, Frauen und Jugend wies 2007 auf family mainstreaming im Sinne einer Berücksichtigung der Bedürfnisse von Familien in der Arbeit der zuständigen EU-Ausschüsse und Expertengruppen hin.

## Interpretationen
Das Konzept des family mainstreaming kann so interpretiert werden, dass es um eine Ausrichtung aller gesetzlichen Maßnahmen auf Kinder- und Familienfreundlichkeit geht, genauer um eine Abschätzung der Folgen von Politik aller Bereiche – einschließlich der Familienpolitik – auf verschiedene Familienformen, auf Familienbeziehungen (also insbesondere die Paarbeziehung, Eltern-Kind-Beziehungen, Geschwisterbeziehungen) und auf die Lebensqualität der Familienmitglieder.
Die Ziele des family mainstreaming sind nach Darstellung des GenderKompetenzZentrums ähnlich wie bei dem Gender-Mainstreaming eine echte Wahlfreiheit hinsichtlich der Vereinbarkeit von Familie und Beruf, gleiche Teilhabe und keine Diskriminierung; das Gender-Mainstreaming ziele darüber hinausgehend auf eine Gleichstellung von Frauen und von Männern in allen Bereichen und auf allen Ebenen.
Angesichts einer zunehmenden Kinderlosigkeit ist es nach Auffassung von Jürgen Borchert erforderlich, den gesellschaftlichen Blickwinkel im Sinne eines family mainstreaming zu verändern und „die Situationen von den Menschen, welche die Verantwortung für Kinder auf sich nehmen, und den Menschen, die dies nicht tun“, zu vergleichen. Das Konzept des family mainstreaming kann somit auch so interpretiert werden, dass es darum geht zu verhindern, dass Menschen deshalb (von wem und durch welche Verhältnisse auch immer) benachteiligt werden, weil sie für ein minderjähriges Kind oder minderjährige Kinder oder pflegebedürftige Angehörige die Verantwortung tragen.In diesem Zusammenhang ist zu erwähnen, dass im Gegensatz zu anderen Formen der Diskriminierung die Benachteiligung von Familien nicht ausdrücklich durch das Allgemeine Gleichbehandlungsgesetz verboten ist. Eine Ungleichbehandlung aufgrund von Fürsorgepflichten wird im englischen unter den Begriff caregiver discrimination oder auch die Bezeichnung family responsibilities discrimination gefasst. Die Internationale Arbeitsorganisation formulierte 1981 in ihrer Workers with Family Responsibilities Convention die Verpflichtung für alle die Konvention unterschreibenden Mitglieder, zu verhindern, dass Menschen aufgrund ihrer Verantwortung für Familienmitglieder am Arbeitsplatz benachteiligt werden. Das Konzept des family mainstreaming ist insofern allgemeiner, als dass es nicht auf den Arbeitsplatz beschränkt ist.
Eine mögliche Umsetzung eines family mainstreaming kann durch Formen von Affirmative Action geschehen. Dabei könnte beispielsweise die Vergabe öffentlicher Aufträge vom Familienbewusstsein der potenziellen Auftragnehmer abhängig gemacht werden.
Der Begriff des family mainstreaming an sich lässt offen, welche Formen von Familie dabei zu berücksichtigen seien und welche Priorität diesem Konzept im Vergleich zu anderen politischen Zielen und Leitbildern zukommen solle. Als „Familie“ gilt nach „moderner“ Auffassung jede Konstellation, in der mindestens eine in der Regel erwachsene Person für mindestens einen Minderjährigen die Verantwortung trägt, in Deutschland zumeist als Erziehungsberechtigter. In diesem Sinne ist in den Programmen aller im Deutschen Bundestag vertretenen Parteien sinngemäß der Satz zu finden: „Familie ist da, wo Kinder sind.“
→ siehe auch: Familie#Pluralisierung der Lebensformen (ab dem späten 20. Jahrhundert)
Vereinzelt wird das Konzept des family mainstreaming auch als eine Stärkung der Position heterosexueller Ehepaare oder auch als ein Argument für eine Einschränkung von Abtreibungen aufgefasst. Frauenpolitisch ausgerichtete Strömungen interpretieren es teils als ein Aufweichen des Leitbildes der Geschlechtergleichstellung.